# Московская (станция метро, Самара)
«Московская» — 8-я станция Самарского метрополитена. Расположена на 1-й линии между станциями «Гагаринская» и «Российская».
Находится в Железнодорожном районе Самары, на пересечении Московского шоссе и улицы Гагарина.

## История

### Название
Своё название получила в честь Московского шоссе, на котором расположена. В проекте имела название «Проспект Карла Маркса».

### Строительство
В 1988 году началась проходка тоннелей от станции «Гагаринская» к станции «Московская». В то же время были отгорожены строительные площадки «Московской» и следующей за ней «Российской». Работы по оборудованию площадки, выносу коммуникаций с места строительства начались в июле 1990 года. К 1992 году был открыт котлован станции, начаты работы по её сооружению.

### Пуск
Станция открыта 27 декабря 2002 года в составе пускового участка Самарского метрополитена «Гагаринская» — «Московская».
Перед станцией «Российская» расположена камера съездов (пошерстный съезд), который начал использоваться с 26 декабря 2007 года. Он позволил запустить поезда на участке «Гагаринская» — «Московская» в нормальном режиме.

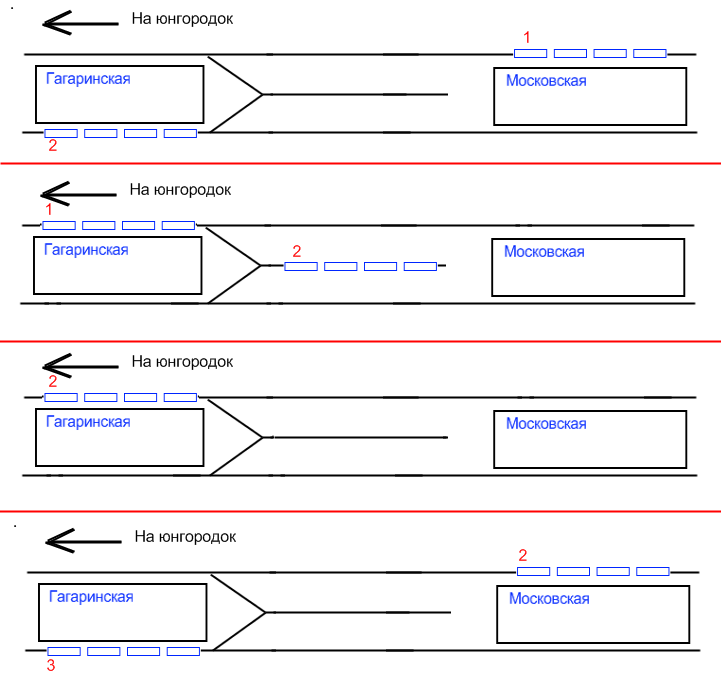
Схема движения на участке «Гагаринская» — «Московская» до открытия «Российской»

## Вестибюли и пересадки
Станция имеет один вестибюль, который оборудован эскалаторами, выход на Московское шоссе осуществляется через подземные переходы.

## Техническая характеристика
Конструкция станции — колонная трёхпролётная мелкого заложения (глубина заложения 16 метров). Сооружена из сборных железобетонных конструкций по спецпроекту.

## Расположенные у метро объекты
- Парк Мира

## Привязка общественного транспорта

### Автобус
| №  | Пересадки                                             | Конечный пункт 1       | Следует по улицам | Конечный пункт 2     |
| -- | ----------------------------------------------------- | ---------------------- | --- | -------------------- |
| 1  | Железнодорожный вокзал                                | Железнодорожный вокзал | ул. Спортивная — Никитинская пл. (обратно: ул. Агибалова) — ул. Коммунистическая — ул. Чкалова — ул. Мичурина — Московское ш. — Красноглинское ш. — ул. С. Лазо — ул. Симферопольская — Красноглинское ш.                                                                                             | пос. Красная Глинка  |
| 2  | Алабинская Российская Гагаринская                     | Улица Ленинградская    | ул. Галактионовская — ул. Некрасовская — ул. Самарская — ул. Ульяновская — ул. Галактионовская — ул. Полевая — пр. Ленина — ул. Ново-Садовая — пр. Масленникова — Московское ш. — ул. Революционная — ул. Аэродромная — ул. Авроры                                                                    | а/с «Аврора»         |
| 22 |                                                       | Железнодорожный вокзал | ул. Спортивная — Никитинская пл. (обратно: ул. Агибалова) — ул. Коммунистическая — ул. Чкалова — ул. Мичурина — пр. Масленникова — Московское ш. — ул. Авроры | а/с «Аврора»         |
| 23 | Алабинская Российская                                 | Улица Ленинградская    | ул. Галактионовская — ул. Некрасовская — ул. Самарская — ул. Ульяновская — ул. Галактионовская — ул. Полевая — пр. Ленина — ул. Осипенко — ул. Ново-Садовая — пр. Масленникова — Московское ш. — ул. Советской Армии — ул. Стара-Загора — ул. Алма-Атинская — пр. Карла Маркса                        | 15-й А микрорайон    |
| 24 | Гагаринская                                           | Хлебная площадь        | ул. А. Толстого — ул. Пионерская — ул. Куйбышева — пл. Революции — ул. Куйбышева — ул. Красноармейская — ул. Чапаевская — ул. Вилоновская — ул. Молодогвардейская — ул. Полевая — ул. Мичурина — Московское ш. — ул. Киевская — ул. Тухачевского — ул. Гагарина — ул. Революционная — ул. Аэродромная | а/с «Аврора»         |
| 34 | Гагаринская Спортивная Советская Победа Безымянка     | Площадь Революции      | ул. Фрунзе — ул. Красноармейская — ул. Арцыбушевская — ул. Полевая — ул. Мичурина — Московское ш. — ул. Гагарина — ул. Победы — пр. Кирова — пр. Металлургов | Завод «Металлург»    |
| 37 |                                                       | Хлебная площадь        | ул. А Толстого (обратно: ул. С. Разина) — ул. Комсомольская — ул. Куйбышева — пл. Революции — ул. Куйбышева — ул. Л. Толстого — ул. Агибалова — ул. Коммунистическая — Московское ш. — ул. Советской Армии — ул. Стара Загора — ул. Г. Димитрова                                                      | 14-й микрорайон      |
| 41 | Гагаринская Спортивная Советская Победа Безымянка     | Улица Ленинградская    | ул. Галактионовская — ул. Некрасовская — ул. Самарская — ул. Полевая — ул. Мичурина — Московское ш. — ул. Киевская — ул. Гагарина — ул. Победы — пр. Кирова — ул. Стара Загора — пр. Маркса | 15-й А микрорайон    |
| 47 | Алабинская Российская Кировская / Пятилетка Юнгородок | Юнгородок              | Заводское ш. — пр. Кирова — ул. Стара Загора (обратно: Московское ш.) — ул. Советской Армии — Московское ш. — пр. Масленникова — ул. Ново-Садовая — ул. Самарская — ул. Л. Толстого — ул. Куйбышева — ул. Комсомольская — ул. С. Разина                                                               | Площадь Дзержинского |
| 67 | Железнодорожный вокзал                                | Железнодорожный вокзал | ул. Спортивная — Никитинская пл. (обратно: ул. Агибалова) — ул. Коммунистическая — ул. Чкалова — ул. Мичурина — Московское ш. — бульвар И. Финютина — ул. Мира | мкр. Крутые Ключи    |

### Троллейбус
| №  | Пересадки | Конечный пункт 1       | Следует по улицам | Конечный пункт 2                          |
| -- | --------- | ---------------------- | --- | ----------------------------------------- |
| 12 | Кировская | Железнодорожный вокзал | ул. Агибалова — ул. Коммунистическая — ул. Московская — Московское ш. — пр. Кирова                                                                                      | Завод «Экран»                             |
| 17 |           | Железнодорожный вокзал | ул. Агибалова — ул. Коммунистическая — ул. Московская — Московское ш. — ул. XX-го Партсъезда — ул. Стара-Загора — (обратно: ул. Алма-Атинская) — Берёзовая аллея        | 15-й А микрорайон / Проспект Карла Маркса |
| 20 |           | Железнодорожный вокзал | ул. Агибалова — ул. Коммунистическая — ул. Московская — Московское ш. — ул. XX-го Партсъезда — ул. Стара-Загора — пр. Кирова — ул. Победы — ул. Калинина — ул. Вольская | Безымянский рынок                         |

- Маршрутное такси:
  - № 4 (216) «Ж/Д Вокзал — Овощная база»
  - № 46 «А/С „Аврора“ — Пл. Революции»
  - № 126с «Ж/Д вокзал — Ж/Д переезд»
  - № 126ю «Ж/Д вокзал — ПМС»
  - № 217 «Ул. Транзитная — Дом молодёжи»
  - № 247 «Причал № 6 — Завод „Экран“»
  - № 410а «Ж/Д вокзал — 11-й квартал»

## Архитектура и оформление
Пол состоит из бетонных конструкций. Колонны облицованы красной гранитной плиткой. Плафоны находятся в углублениях арочного потолка. Боковые стены облицованы белым мрамором и окаймлены снизу чёрным камнем, а сверху мрамором золотисто-желтоватого оттенка. В центре станции находится лестница, которая является заделом под переход на несуществующую пока вторую линию.

## Состояние станции
Несмотря на относительно недавний ввод в эксплуатацию, станция уже нуждается в ремонте. На потолках во многих местах имеются подтёки от грунтовых и, возможно, канализационных вод.

## Схема станции
| 1 путь    | ← к станции «Российская»    |
| платформа |                             |
| 2 путь    | → к станции «Гагаринская» → |

## В кино
- В октябре 2011 года на этой станции снимали несколько сцен фильма Антона Мегердичева «Метро», где «Московская» была вымышленной станцией «Садовой»[1][2][3].

## Фотографии

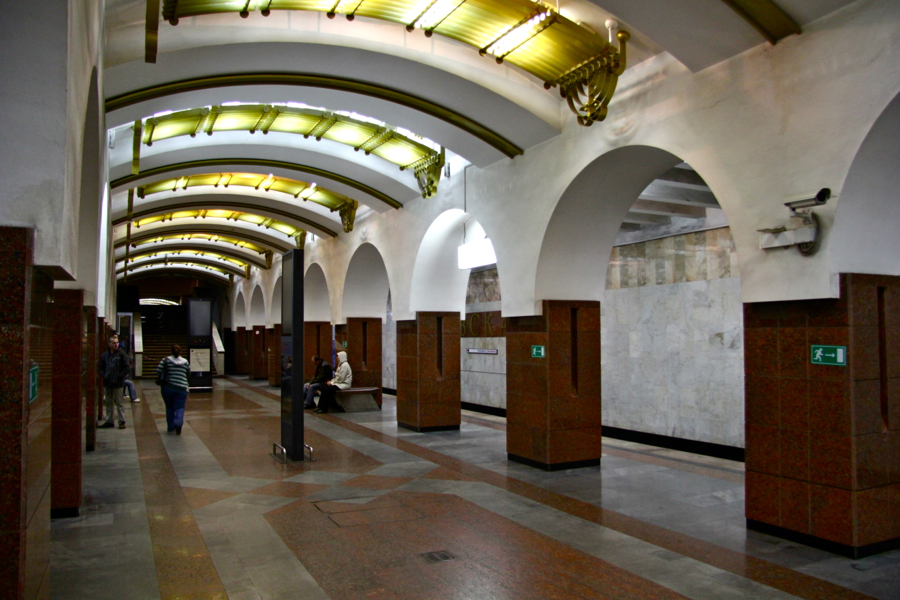
Платформа станции
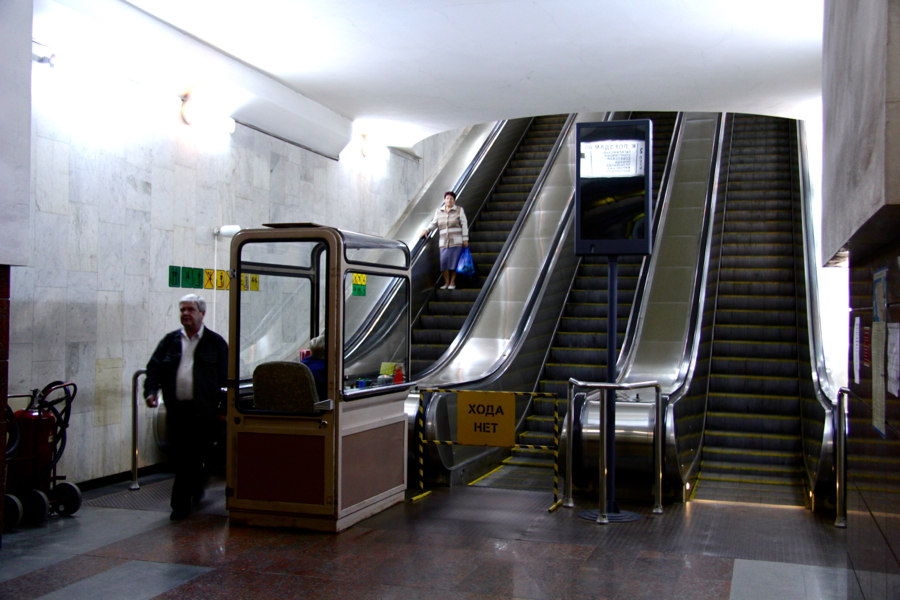
Эскалаторы
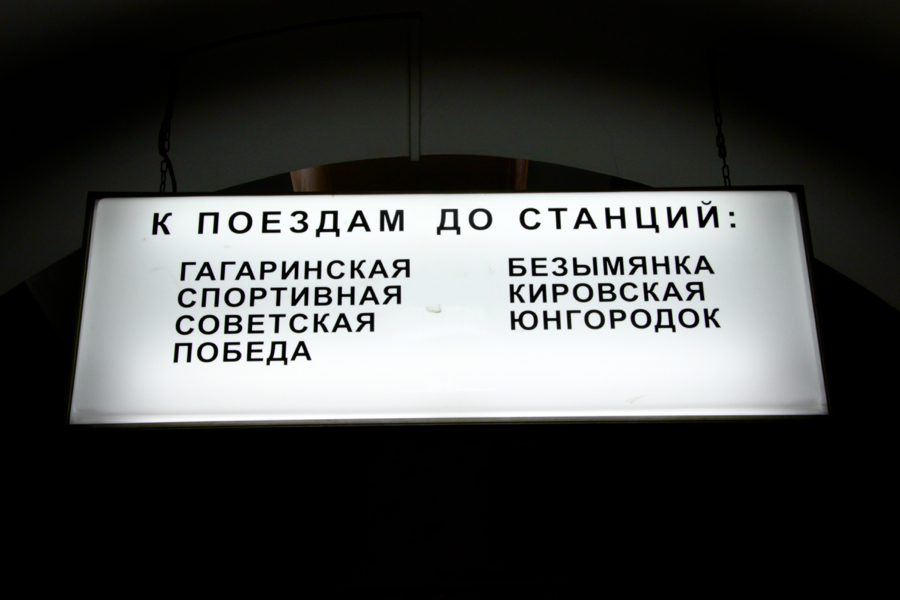
Информационный указатель
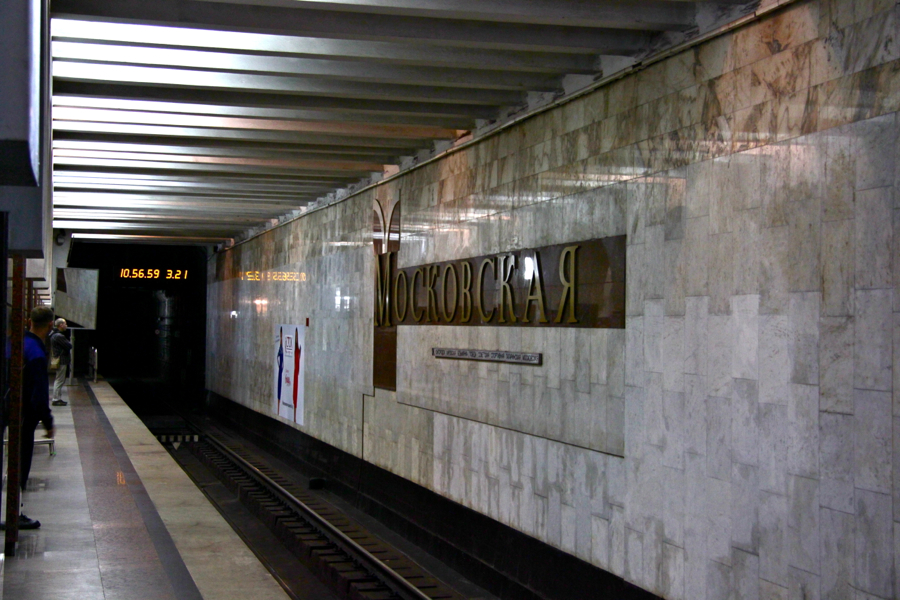
Путевая стена
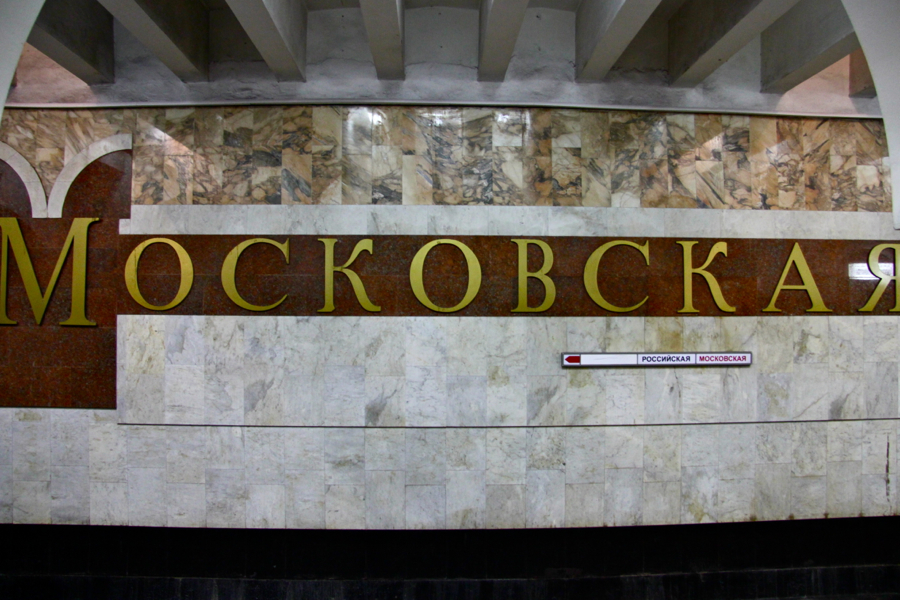
Название станции и маршрутный указатель
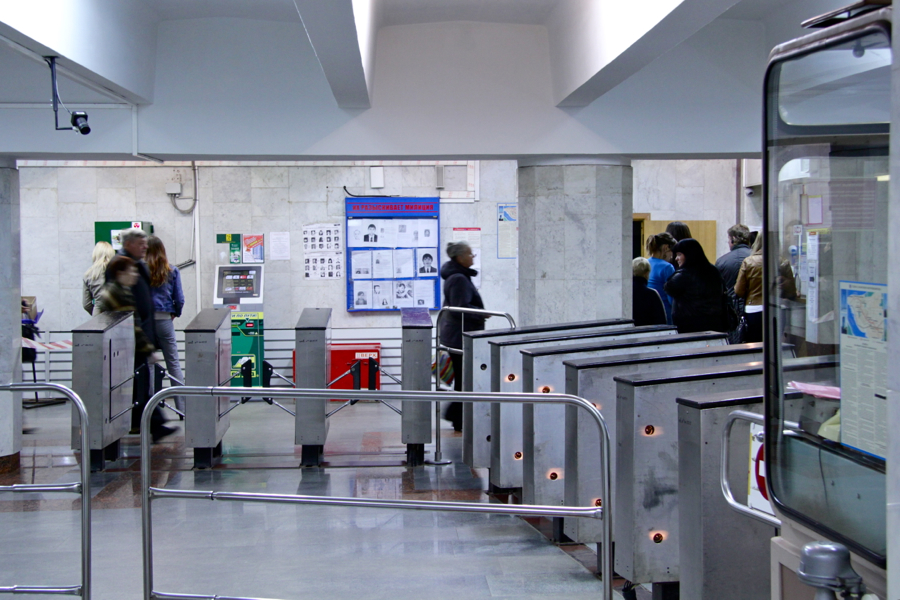
Вестибюль станции
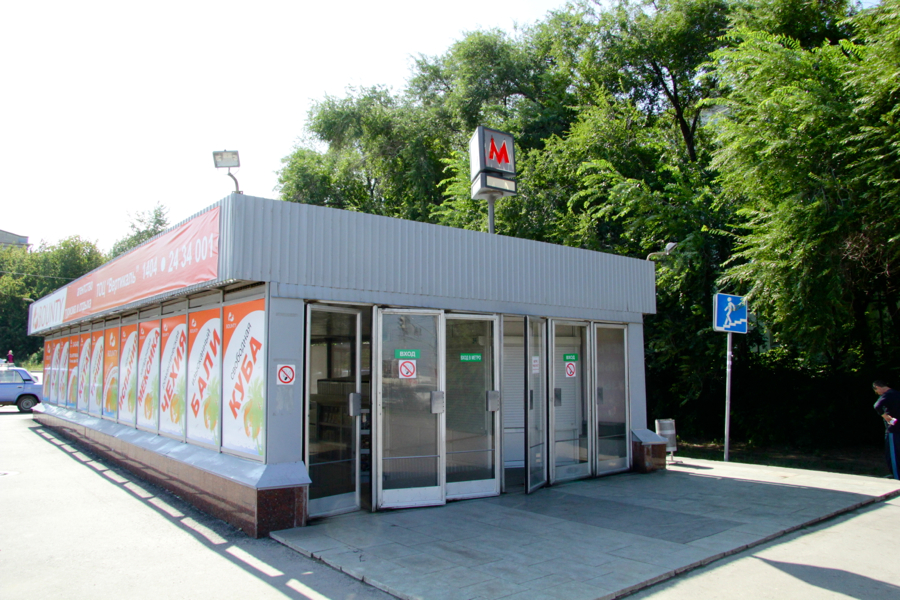
Вид на подуличный переход станции
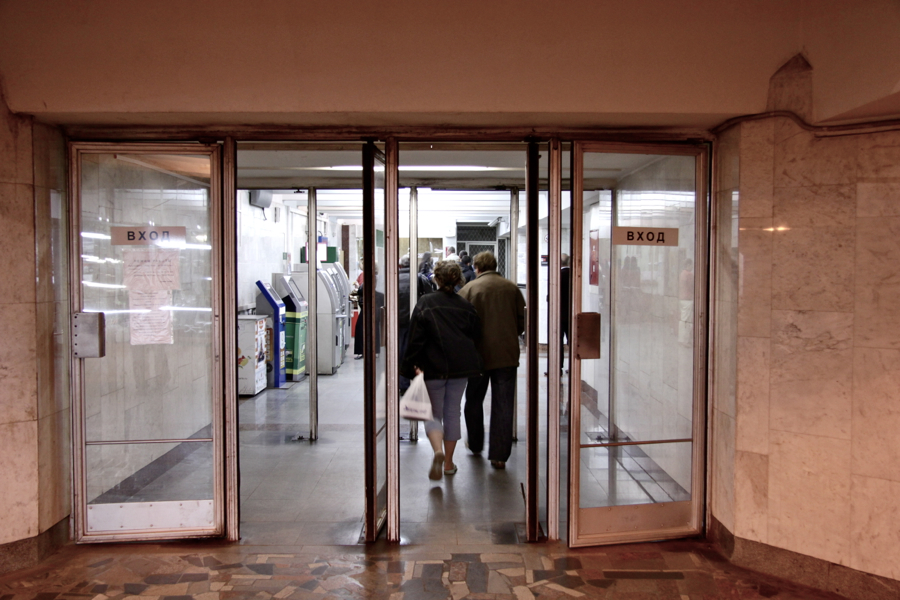
Вход на станцию